# ヴァン・コートラント・パーク-242丁目駅
ヴァン・コートラント・パーク-242丁目駅（ヴァン・コートラント・パーク-242ちょうめえき、英: Van Cortlandt Park–242nd Street）は、ニューヨーク市地下鉄IRTブロードウェイ-7番街線の北側の終着駅。1系統が終日停車する。
駅は、地下鉄の建築家であったハイン&ラファルジュによって1908年に設計され、今日、地下鉄で残る唯一のゴシック・リヴァイヴァル建築の駅である。2005年には、アメリカ合衆国国家歴史登録財に指定された。

## 駅構造
| P ホーム階 | 相対式ホーム、使用されていない             | 相対式ホーム、使用されていない                                                 |
| P ホーム階 | 4番線                                      | サウス・フェリー駅行き（238丁目駅）→ （定期列車なし:ダイクマン・ストリート駅） |
| P ホーム階 | 島式ホーム、到着番線に応じた側のドアが開く |                                                                                |
| P ホーム階 | 1番線                                      | サウス・フェリー駅行き（238丁目駅）→ （定期列車なし:ダイクマン・ストリート駅） |
| P ホーム階 | 相対式ホーム、使用されていない             |                                                                                |
| M          | 改札階                                     | 改札、駅員詰所、メトロカード自動販売機                                         |
| G          | 地上階                                     | 出入口                                                                         |

駅は、通りの22フィート（8.8m）西側に位置しており、駐車場や商業ビルに隣接している。また、東側にはトラック、フットボール場、テニスコート、プールなどの施設を備えたヴァン・コートラント・パークがある。他にも、アメリカ合衆国国定歴史建造物のヴァン・コートラント・ハウス博物館などが近隣に存在している。

## 駅周辺
ブロードウェイと242丁目の交差点に面しており、近隣にマンハッタン大学やヴァン・コートラント・パークが存在する。西側には、フィールドストンやリバーデールがある。